# Напольских, Владимир Владимирович
Влади́мир Влади́мирович Напо́льских (род. 1 апреля 1963, Ижевск) — российский этнолог, этнограф, этноисторик, лингвист, один из крупнейших финноугроведов Европы. Член-корреспондент РАН (2011), доктор исторических наук, профессор. Ведущий научный сотрудник лаборатории античных исследований ШАГИ РАНХиГС. 

## Биография
Родился 1 апреля 1963 года в городе Ижевске Удмуртской АССР в семье врачей. Его отец Владимир Михайлович — профессор, заведовал в ИГМА кафедрой онкологии. По национальности русский, род Напольских происходит из низовьев Вятки.
В 1985 году окончил исторический факультет Удмуртского университета. В 1985—1990 годах работал учителем в Юбилейной средней школе с. Пирогово Завьяловского района Удмуртской АССР. Одновременно в качестве соискателя под руководством Ю. Б. Симченко готовил кандидатскую диссертацию «Древнейшие этапы происхождения народов уральской языковой семьи: данные мифологической реконструкции (прауральский космогонический миф)», которую защитил 16 октября 1990 года в Институте этнографии АН СССР (официальные оппоненты Е. А. Хелимский и В. А. Карлов). Работа была рекомендована к защите в качестве докторской, и 14 апреля 1992 года, в том же институте защитил докторскую диссертацию на тему «Древнейшие этапы происхождения народов уральской языковой семьи: данные мифологической реконструкции (прауральский космогонический миф)» (официальные оппоненты С. А. Арутюнов, М. Ф. Косарев, Е. М. Мелетинский).
С 1990 года работал в Удмуртском институте истории, языка и литературы, с 1993 года — ведущий научный сотрудник. С 2002 года — преподаватель Удмуртского университета, профессор кафедры культурологии и менеджмента в культуре Института социальных коммуникаций УдГУ. С 2015 года — руководитель сектора по изучению методологических проблем этнической истории Института археологии Академии наук Республики Татарстан. Преподаёт в ВШЭ. Неоднократно читал курсы и гостевые лекции в университетах Германии, Финляндии, Польши и других европейских стран.
Член редакционного совета журнала «Археология, этнография и антропология Евразии».